# Ruth Comfort Mitchell

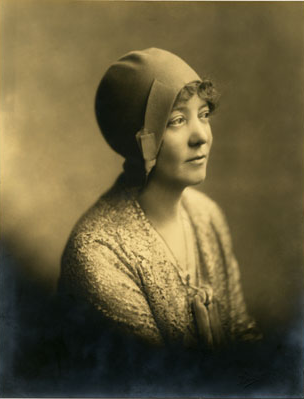
Ruth Comfort Mitchell (undatiert)

Ruth Comfort Mitchell Young (* 21. Juli 1882 in San Francisco als Ruth Comfort Mitchell; † 18. Februar 1954 in Los Gatos) war eine US-amerikanische Schriftstellerin und politische Aktivistin der Republikanischen Partei, die ihr hauptsächlich aus Romanen bestehendes Werk stets unter ihrem Mädchennamen veröffentlichte.

## Leben
Ruth Comfort Mitchell wurde im Sommer 1882 in San Francisco geboren, sie hatte zwei Brüder. Ihr Vater war ein Unternehmer und Besitzer des Hollenbeck Hotel in Los Angeles. Viel Zeit verbrachte sie schon ihrer Kindheit im Ort Los Gatos, wo ihre Familie ein Sommerdomizil hatte. 1914 heiratete sie Sanborn Young und lebte mit ihm zunächst in New York City, wo sie ihre schriftstellerische Karriere startete. Anfang der 1920er zog das Ehepaar dauerhaft nach Los Gatos, wo sich die beiden im chinesischen Stil ein heute denkmalgeschütztes Haus namens Yung See San Fong erbauten. Ihr Ehemann war beruflich Rinderzüchter, ehe er von 1925 bis 1938 als Mitglied der Republikanischen Partei und enger Verbündeter von Herbert Hoover im Senat von Kalifornien saß. Ruth Young unterstützte die Wahlkämpfe ihres Ehemannes, gleichzeitig trat sie auch unabhängig davon als Republikanerin in Erscheinung. Vor allem engagierte sie sich in der republikanischen Frauenorganisation Pro-America, deren kalifornische Teilorganisation sie drei Jahre lang leitete und der sie zwei Jahre national als Präsidentin vorstand. Zudem war sie acht Jahre lang Mitglied des Republican National Committee for Women. Daneben war sie in diversen lokalen Organisationen, der Jugendorganisation Camp Fire Girls of America und patriotischen Organisationen wie den Daughters of the American Revolution aktiv. Ferner war sie aktives Mitglied der lokalen Christian-Science-Gemeinde von Los Gatos. Im Alter von 71 Jahren wurde sie am Morgen des 18. Februar 1954 von ihrer Haushälterin im Alter von 71 Jahren tot in ihrer Badewanne gefunden. Nach Aussage ihres damals bettlägerigen Ehemannes hatte sie am Vorabend ein Bad nehmen wollen und war dann nicht mehr zurückgekehrt. Eine Autopsie stellte fest, dass ein Blutgerinnsel in ihrem Herz ausschlaggebend für ihren Tod gewesen war. Weite Teile ihres dokumentarischen Nachlasses befinden sich heute in der Bibliothek der University of California, Santa Barbara.
Ruth Comfort Mitchell veröffentlichte ihren ersten Gedichtband 1916, fünf Jahre später folgte ihr Debütroman. Viele ihrer Bücher behandelten Aspekte des amerikanischen Familienlebens, oftmals ging es um Liebesbeziehungen. 1927 erzählte sie in Call of the House die Liebes- und Lebensgeschichte einer aufstrebenden kalifornischen Politikerin. 1933 veröffentlichte sie die Kurzromanserie Old San Francisco, in der sie in vier Bänden die Geschichte der Stadt San Francisco anhand von je einer Geschichte aus den 1840ern bis 1870er Jahren erzählt. 1940 publizierte sie mit ihrem Roman Of Human Kindness eine Replik auf John Steinbecks The Grapes of Wrath, das sie sowohl inhaltlich als auch stilistisch kritisiert hatte: Es zeige nur unzulänglich die Perspektive der Rinderzüchter auf und bediene sich viel zu häufig einer vulgären Ausdrucksweise. Im Gegensatz zu Steinbeck verteidigte sie mit dem Roman die industrielle Landwirtschaft, zumal ihr Ehemann selbst industrieller Rinderzüchter war. Of Human Kindness handelt schließlich von den Schwierigkeiten, die eine normale Rinderzüchterfamilie durch die Untaten von Kommunisten, Migranten, Gewerkschaftern und liberalen Intellektuellen überstehen muss. Insgesamt veröffentlichte sie eine Handvoll Gedichtbände sowie über ein Dutzend Romane, daneben schrieb sie auch Kurzgeschichten. Ihr letztes Werk veröffentlichte sie 1944 mit dem Kriegsroman They Shall Come Again. 1941 wurde sie von dem Literaturwissenschaftler und Historiker Victor Bennett und dem Historiker Benjamin Beisel für den Nobelpreis für Literatur nominiert.

## Veröffentlichungen
Romane
- Play the Game. D. Appleton & Co., New York 1921.
- Jane Journeys On. D. Appleton & Co., New York 1922.
- Corduroy. D. Appleton & Co., New York 1923.
- A White Stone. D. Appleton & Co., New York 1924.
- The Wishing Carpet. D. Appleton & Co., New York 1926.
- Call of the House. D. Appleton & Co., New York 1927.
- Army with Banners. D. Appleton & Co., New York 1928.
- Water. D. Appleton & Co., New York 1931.
- The Legend of Susan Dane. D. Appleton & Co., New York 1933.
- Reihe „Old San Francisco“, mit Illustrationen von Edward C. Caswell:

1. Blue for True Love: The Forties. D. Appleton-Century Company, New York 1933.
2. Fire! The Fifties.  D. Appleton-Century Company, New York 1933.
3. Curtain! The Sixties. D. Appleton-Century Company, New York 1933.
4. Tell Your Fortune! The Seventies. D. Appleton-Century Company, New York 1933.

- Strait Gate. D. Appleton-Century Company, New York 1935.
- Of Human Kindness. D. Appleton-Century Company, New York 1940.
- Dust of Mexico. D. Appleton-Century Company, New York 1941.
- They Shall Come Again.  D. Appleton-Century Company, New York 1944.
- Old San Francisco (in vier novelettes)

Lyrik
- The Night Court and Other Verses. The Century Company, New York 1916.
- Narratives in Verse. D. Appleton & Co., New York 1923.